# سيجي فوكوشي
سيجي فوكوشي (باليابانية: 福士誠治؛ بالكانا: ふくし せいじ) هو ممثل ياباني، ولد في 3 يونيو 1983 في كاناغاوا في اليابان.

## وصلات خارجية
- الموقع الرسمي